# Горбенко Світлана Сергіївна
Світла́на Сергі́ївна Горбе́нко (* 1985, Коростень) — майстер спорту міжнародного класу з легкої атлетики, чемпіонка Європи, чемпіонка України, призерка чемпіонату світу, учасниця Паралімпійських ігор 2004 року, бронзова призерка ХІІІ Паралімпійських ігор 2008 року.

## Життєпис
Народилася 1985 року в Коростені. З 1996-го займається спортом; тренером є її батько, Сергій Горбенко. 2000 року представляла інтереси збірної України з легкої атлетики — стрибки в довжину; з 2002-го її рівень підготовки дозволив їй брати участь у міжнародних змаганнях. Перший міжнародний виступ відбувся у Франції, на чемпіонаті Європи.
2003 року брала участь у світових змаганнях в Нідерландах. 2004-го на паролімпійських іграх в Афінах посіла 4 місце. 2005 року на чемпіонаті Європи у Фінляндії здобула золоту нагороду. Срібна призерка чемпіонату світу 2006 року в стрибках у довжину серед спортсменів-інвалідів з вадами зору. На Чемпіонаті Європи-2007 в Чехії здобула срібну нагороду.
Випускниця Київського університету «Україна».
На літніх Паралімпійських іграх-2008 здобула бронзу в стрибках у довжину.